# Omran Ben Shaaban
Omran Ben Shaaban (Misurata, 1990 - Parijs, 24 september 2012) was een rebellenlid in de strijd om Libië, die Moammar al-Qadhafi uit zijn schuilplaats haalde. 

## Biografie
Ben Shaaban was de tweede jongste van negen kinderen en groeide op in Misurata. Toen de Arabische Lente Libië bereikte sloot hij zich aan bij de rebellengroep "Het schild van Libië". 
Op 20 oktober 2011 sleurde hij Al-Qadhafi uit een buizenstelsel te Sirte waar deze zich had verscholen na een vuurgevecht. Hierna werd Ben Shaaban het gezicht van de overwinning. In video's en op foto's toonden de rebellen hem met de gouden revolver en de gsm van Al-Qadhafi. Met de dood van de dictator zelf had hij naar eigen zeggen weinig te maken.  
Samen met drie vrienden werd Ben Shaaban ontvoerd en gemarteld door Al-Qadhafi-aanhangers te Bani Walid op 12 juli 2012. Na 50 dagen werd hij na bemiddeling zwaargewond vrijgelaten op 13 september. Hij werd voor verzorging naar een Amerikaans ziekenhuis te Parijs overgebracht. Op 24 september overleed hij aldaar aan zijn verwondingen.
De laatste groet werd door tienduizenden gebracht in een vol voetbalstadion te Misurata.